# Nada Birko Kustec
Nada Birko Kustec (Mrkopalj, 2. siječnja 1931. – Zagreb, 1. rujna 2020.) hrvatska nordijska skijašica, najstarija hrvatska dvostruka olimpijka i prva Hrvatica koja je nastupila na Zimskim olimpijskim igrama.

## Životopis
Rođena je u Mrkoplju, srcu Gorskog kotara, gdje je provela djetinjstvo i poput svojih vršnjaka napravila prve skijaške korake. Bio je to začetak jedne velike i impresivne športske karijere. Bila je članica skijaških klubova Bijelih strijela iz Mrkoplja i Goranina iz Delnica. Najuspješnija je skijašica Gorskog kotara svih vremena.
1948. godine bila je omladinska prvakinja Jugoslavije u skijaškom trčanju na 4 kilometra. Od pobjede na izbornom natjecanju na Planici 1949. godine preuzela je vodeće mjesto u Jugoslaviji u disciplini skijaškog trčanja i zadržala ga sve do kraja sezone 1954. godine. Niz je godina bila republička i državna prvakinja u skijaškim utkama za omladinke i članice. Osam puta pobijedila je na prvenstvu Jugoslavije u svojoj disciplini. Osobito su bile uspješne 1950. i 1954. godina, kad je bila dvostruka državna prvakinja na seniorskom prvenstvu države u trčanju na 10 kilometara i bila je članica pobjedničke štafete 3 x 5 kilometara. Zbog toga je bila stalnom članicom državne i olimpijske reprezentacije Jugoslavije.
Istovremeno uz izvanredne uspjehe na domaćim skijalištima sjajne rezultate je postizala i diljem Europe: na Olimpijadi u Oslu 1952. je bila četrnaesta u utrci na 20 km. Na Olimpijadi 1956. u Cortini d'Ampezzo bila je 35. na 10 km te u štafeti s Blaženkom Vodenlić i Amalijom Belaj na 3x5 km deveta.Na Kupu Kurikala 1954. bila je deseta,  na međunarodnom natjecanju u Grüdenwaldu četvrta, u Tarvisiju u istoj konkurenciji druga, na kupu Curicalla na Planici treća.
Ali od svih rezultata, prema riječima same Nade, najdraža joj je pobjeda na državnom prvenstvu održanom 1954. godine u Mrkoplju gdje su hrvatske skijašice pobijedile svoje najveće suparnice, Slovenke. Nakon pobjede na 10 km, u štafeti 3 x 5 km se vodila ogorčena borba između ekipa Slovenije i Hrvatske. U drugoj izmjeni su Slovenke prešle u vodstvo, ali u posljednjoj dionici Nada Birko je osigurala Hrvatskoj uvjerljivu pobjedu. Uslijedilo je čestitanje oduševljenih Mrkopaljaca i veliko slavlje.
Umrla je 1. rujna 2020. godine. Kad je umrla, bila je najstarija hrvatska olimpijka. Pokopana je na zagrebačkom Mirogoju 3. rujna 2020. godine.

## Vanjske poveznice
- Croatia.ch  Arhivirana inačica izvorne stranice od 14. studenoga 2011. (Wayback Machine) Skijaški trkači iz Mrkoplja. Za portal: Želimira Purgar Perović; u dodatku prilog sa sport.dnevnik.hr, od 08. veljače 2010.
- Eduvizija Hrvatski sportaši na Zimskim olimpijskim igrama (1. dio)
- Sports-reference.com  Arhivirana inačica izvorne stranice od 10. studenoga 2012. (Wayback Machine) Nada-Birko Kustec